# Алоїз Кветослав Одерський
Алої́з Кветосла́в Оде́рський (чеськ. Alois Květoslav Oderský, 1 квітня 1900, Босковиці, Моравія, Чехія —  9 травня 1985, Моравська-Тршебова) — чехословацький поет, письменник.

## Діяльність
Народився в моравському містечку Босковиці. З 1947 року жив у Бржезові-над-Світавою, потім з 1974 року у Моравська-Тршебова. Він займався соціальними проблемами, опублікував ряд невеликих збірок, підбірка його творів була опублікована під назвою Rudý kvítek (1987).

## Творчість
- Dopisy rodné zemi 1946
- Oči Siriovy 1936
- Perpetum mobile 1924
- Danilo a Ilka 1923.